# Marusi
Marusi (em grego: Μαρούσι), também conhecida como Maroussi, Amarousion, e Amaroussion, é uma cidade dormitório situada a nordeste de Atenas, Grécia.

## Ligações externas

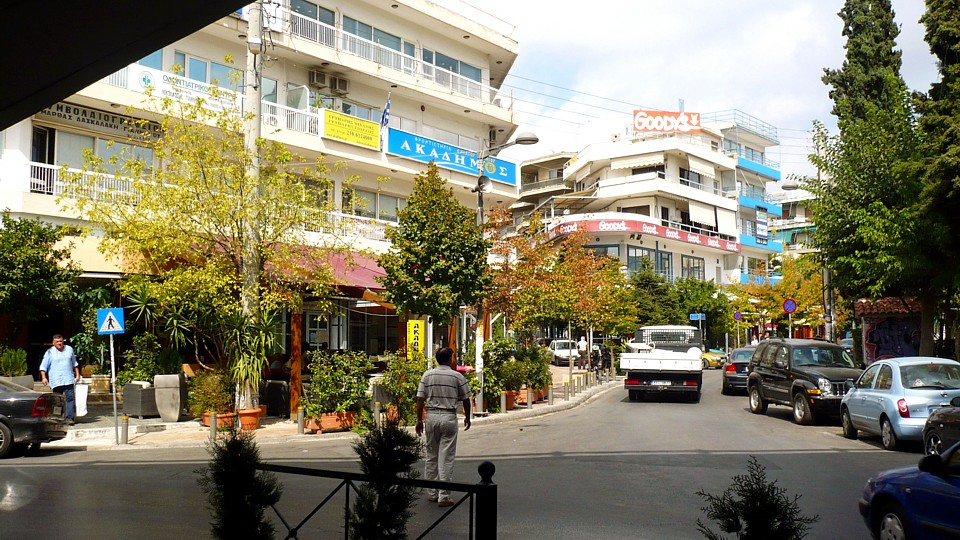
Centro de Marusi'